# جوناثان جوردن
جوناثان جوردن (بالإنجليزية: Jonathan Jordan)‏ هو سياسي أمريكي، ولد في 26 مايو 1968. حزبياً، نشط في الحزب الجمهوري. وقد انتخب عضو مجلس نواب كارولينا الشمالية.

## وصلات خارجية
- الموقع الرسمي